# Francisco Javier Espejo
Francisco Javier Espejo Ropero (Avilés, Asturias, España, 29 de marzo de 1971) es un exfutbolista español que jugaba como defensa.

## Clubes
| Club                              | País     | Año       |
| --------------------------------- | -------- | --------- |
| Real Avilés Industrial C. F.      | España   | 1989-1990 |
| Sporting Atlético                 | España   | 1990-1993 |
| U. E. Figueres                    | España   | 1993-1994 |
| Real Sporting de Gijón "B"y 1°Div | España   | 1994-1995 |
| U. D. Las Palmas                  | España   | 1995-1997 |
| U. E. Lleida                      | España   | 1997-1998 |
| Hércules C. F.                    | España   | 1998-2001 |
| C. D. Nacional                    | Portugal | 2001-2002 |
| Algeciras C. F.                   | España   | 2002-2004 |
| C. F. Ciudad de Murcia            | España   | 2004-2005 |
| C. D. Eldense                     | España   | 2005-2008 |